# Li Zhengwu
Li Zhengwu (en chino simplificado, 李正武; Dongyang, 8 de noviembre de 1916 – Pekín, 30 de julio de 2013) fue un físico nuclear y del plasma chino, académico de la Academia China de las Ciencias y miembro del Cuarto, Quinto, Sexto y Séptimo Comité Nacional de la Conferencia Consultiva Política del Pueblo Chino (CPPCC).

## Biografía
Li nació el 8 de noviembre de 1916, en Dongyang, en la provincia de Zhejiang. En 1931, se graduó en la Escuela Secundaria Provincial de Zhejiang. En 1938, se graduó en el Departamento de Física de la Universidad Tsinghua (como parte de la Universidad Nacional Asociada del Suroeste) y enseñó en la Facultad de Medicina de la Universidad Jiangsu, más tarde se convirtió en profesor asociado de la Universidad Jiao Tong de Shanghái en 1945.
En 1947, fue a estudiar al Instituto Tecnológico de California en los Estados unidos, donde se graduó en 1951, recibió su doctorado y permaneció en el instituto como investigador en el Laboratorio Kellogg del Instituto Tecnológico de California. También se dedicó al trabajo de tecnología nuclear y aplicaciones de radiación en el Centro Médico Nacional City of Hope.
En 1955, regresó a la República Popular China junto con Qian Xuesen y otros científicos. Después de regresar a China, se dedicó durante mucho tiempo a la investigación de física nuclear, la física del plasma y la fusión controlada en el Instituto de Energía Atómica de China, uno de los científicos dedicados a la investigación de la fusión termonuclear controlada.
En diciembre de 1969, comenzó a participar en la investigación y el diseño del primer tokamak de China, el HL-1 (Proyecto 451). En 1972, propuso el programa experimental inicial para el HL-1 y en septiembre de 1984, el programa de montaje general y puesta en servicio se inició antes de lo previsto. En 1980, fue elegido miembro de la Academia China de las Ciencias. En 1988, presentó el marco de diseño conceptual para el HL-2.
El 30 de julio de 2013, falleció a la edad de 97 años debido a una infección respiratoria aguda y un sangrado gastrointestinal repentino en el Hospital Anzhen de Pekín.